# Saison 2012-2013 de l'OGC Nice
 (mai 2012).
Si vous disposez d'ouvrages ou d'articles de référence ou si vous connaissez des sites web de qualité traitant du thème abordé ici, merci de compléter l'article en donnant les références utiles à sa vérifiabilité et en les liant à la section « Notes et références ».
Maillots
Chronologie
Saison précédente Saison suivante
La saison 2012-2013 de l'OGC Nice voit le club s'engager dans trois compétitions que sont la Ligue 1, la Coupe de France et la Coupe de la Ligue.
Cette saison est la dernière disputée entièrement par le club au stade du Ray. En effet, les Aiglons s'installeront à l'Allianz Riviera en septembre 2013.

## Résumé de la saison

### Avant-saison
Le 24 mai 2012, en remplacement de René Marsiglia, Claude Puel est nommé entraîneur général de l'équipe première pour une durée de trois ans,. Dans le même temps, le club annonce que Lionel Letizi remplace Bruno Valencony au poste d'entraîneur des gardiens. Le 1er juin 2012, Claude Puel présente au public la composition complète de son staff. Ses adjoints seront désormais Frédéric Gioria, qui conserve ainsi son poste, et Guy Mengual. Ce dernier, anciennement entraîneur des U19, sera responsable des attaquants. Au poste de préparateur physique est nommé Alexandre Dellal qui fut le préparateur physique de l'Olympique lyonnais du temps où Claude Puel en était l'entraîneur. Par ailleurs, le 15 juin 2012, le club se sépare de son manager sportif Éric Roy.
Côté transferts, le club subit un véritable lifting : Anthony Mounier, Fabián Monzón, Kafoumba Coulibaly, Esmaël Gonçalves, Éric Mouloungui, François Clerc, Julien Sablé, Franck Dja Djédjé ou encore David Hellebuyck quittent le club. Luca Veronese est prêté à Istres et Abraham Guié Guié au FC Lausanne-Sport.
Tous ces joueurs sont remplacés par des jeunes : Joris Delle, Éric Bauthéac, Timothée Kolodziejczak et Romain Genevois arrivent gratuitement, Valentin Eysseric débarque en prêt de Monaco, Jérémy Pied est échangé contre Monzón et Alexy Bosetti, Fabien Dao Castellana et Mouez Hassen signent leurs premiers contrats pro. L'OGC Nice obtient également l'arrivée de l'argentin Darío Cvitanich, contre 0,4 M€. Âgé de 28 ans, il aura pour mission de devenir le buteur qui manque tant au Gym.
Sur le terrain, les Aiglons disputent leur premier match amical face à Bordeaux, à Aix-les-Bains. Ils concèdent le nul 1-1, après avoir encaissé le premier but (David Bellion, 10e), avant l'égalisation de Fabrice Abriel à la 45e. La semaine suivante, au Grau-du-Roi, c'est une défaite qui attend les Niçois, face au champion de France en titre, Montpellier. Alors que Renato Civelli avait égalisé d'un superbe retourné acrobatique, les Héraultais l'emportaient dans les arrêts de jeu.
Le mercredi suivant, face à l'AS Monaco, l'Ogym s'incline au Stade du Ray, sur la plus petite des marges (0-1). Le déplacement en Algérie se révélera plus concluant pour les Rouge et Noir, qui s'imposent 1-3 sur le terrain du CS Constantine, devant 55 000 spectateurs et dans une ambiance folle. Nice s'impose ensuite face à l'AS Saint-Étienne, à Albertville, grâce à un but d'Abraham Guié Guié. Dernier match de préparation au Stade du Ray face à Fulham. Rapidement menés, les Niçois ne se relèveront jamais et finissent par s'incliner 0-4. Défaite sevère au vu des qualités de jeu montrées sur le terrain. Il faudra se relever contre l'AC Ajaccio, le 11 août en ouverture du championnat.

### Championnat
| Ospina Genevois Pejcinovic Civelli Kolodziejczak Abriel Digard Eysseric Bauthéac Pied Cvitanich |
| Équipe type de la saison 2012-2013                                                              |

Nice commence sa saison face à l'AC Ajaccio, au Stade du Ray. Les Aiglons encaissent un but d'Eduardo dès la 11e minute et finiront par s'incliner (0-1). Lors de la deuxième journée, le Gym se déplace à Valenciennes. Grâce à un match solide de Joris Delle dans les buts, Nice ramène le point du nul (0-0). Nice reçoit ensuite Lille, et concède un nouveau match nul (2-2, buts de Pejčinović et Bauthéac) face à un concurrent au titre. La semaine suivante, Nice se rend à Bordeaux, et obtient un nouveau match nul (1-1), grâce à un superbe but de Mahamane Traoré qui égalise dans le temps additionel.
Après la trêve internationale, Nice remporte son premier match de la saison face à Brest sur le score de 4-2 (buts de Meriem, Pejčinović, Bauthéac, et Eysseric) et remonte à la dixième place au championnat. Une semaine plus tard, les Aiglons concèdent un match nul sur la pelouse de Lorient (1-1, but de Meriem), puis un autre à domicile face à Bastia, sur le score de 2-2 (buts de Cvitanich et Civelli). 
À Reims, une semaine après, les niçois s'inclinent 3-1, leur plus large défaite de la saison. Trois buts encaissés sur trois erreurs défensives, comme à Montpellier deux semaines plus tard, pour le même score (3-1). Entre-temps, Nice concède un nouveau match nul à domicile face à l'AS Saint-Étienne (1-1, but de Bauthéac). L'OGC Nice commence le mois de novembre sur les chapeaux de roues, en s'imposant à domicile face à Nancy sur le score de 2-1 (buts de Bauthéac et Traoré), puis en allant arracher le point du match nul sur la pelouse de l'Olympique de Marseille (2-2, buts de Cvitanich et Abriel). Les Aiglons poursuivent leur série à domicile, en dominant Toulouse, grâce à un nouveau but de Darío Cvitanich, qui marquera encore à Sochaux, la semaine suivante, sur pénalty cette fois-ci. Nouvelle victoire donc (Nice n'avait plus gagné à Sochaux depuis 1994 !), et remontée au classement, avec une entrée dans le haut de tableau.
Le 1er décembre, match de prestige au Stade du Ray, Nice reçoit le Paris Saint-Germain. Nullement impressionnés, dans une ambiance extraordinaire (et à guichets fermés), les Aiglons réalisent une prestation de haut vol et s'imposent 2-1 grâce à deux buts en fin de partie, signés Bauthéac et Eysseric. Le Gym remonte à la neuvième place du classement, et peut respirer avant la trêve hivernale. 
Les Aiglons arrachent ensuite le point du nul à Troyes, grâce à un but de Darío Cvitanich dans le temps additionnel. Ce sont ensuite deux matchs à domicile en une semaine qui se profilent pour l'OGC Nice. D'abord Rennes, puis Évian TG. Cvitanich offre d'abord la victoire face aux Rennais grâce à un pénalty, avant de s'offrir un doublé face aux haut-savoyards. Neal Maupay marquera le troisième but à la 91e, offrant la victoire au Gym, alors que celui-ci était mené 0-2 après seulement un quart d'heure de jeu. Lors du dernier match de l'année, les Aiglons se déplacent à Lyon, mais malgré une nette domination dans le jeu, Nice encaisse trois buts et repart bredouille (3-0) du Rhône.
À la reprise, l'Ogym reçoit Valenciennes au Ray. Sous une pluie battante, les Aiglons corrigent les Nordistes (5-0) sur des buts de Cvitanich (doublé), Civelli, Eysseric et Digard. Nice se déplace ensuite à Lille, et s'impose 0-2 dans le Grand Stade Lille Métropole grâce à deux buts dans le dernier quart d'heure, signés Renato Civelli et Neal Maupay. La semaine suivante, les Niçois s'inclinent face à Bordeaux au Ray sur la plus petite des marges (0-1). 
Nice reprend sa marche en avant en gagnant à Brest (0-2) sur des buts de Pejčinović et Meriem. Les Aiglons concèdent ensuite le nul (1-1) au Ray face à Lorient, Eysseric répondant à l'ouverture du score de Mareque. L'OGC Nice remportera ensuite le derby face au SC Bastia grâce à un but signé Neal Maupay à l'heure de jeu. C'est ensuite Reims qui vient tomber dans l'antre des niçois, sur le score de 2-0 (buts d'Eysseric sur pénalty et Civelli). Le match à Saint-Étienne va marquer un tournant dans la saison niçoise : Valentin Eysseric blesse gravement Jérémy Clément à la suite d'un tacle plus maladroit que méchant et est exclu, dès la 23e minute (Il écopera plus tard de 11 matchs de suspension, mettant fin à sa saison). Sur le terrain, l'OGC Nice est balayé par les stéphanois (4-0).
Fort heureusement, les Aiglons se reprennent face au champion sortant, le Montpellier HSC (2-0), grâce au premier doublé en Ligue 1 de Stéphane Bahoken. Mais l'embellie ne dure pas et Nice subit deux nouvelles défaites 1-0, sur le terrain de Nancy, puis face à l'Olympique de Marseille. Le mois d'avril commence mieux pour l'Ogym, avec une victoire spectaculaire à Toulouse (3-4) : Éric Bauthéac ouvre d'abord le score dès la 30e seconde de jeu, avant d'égaliser à la 40e minute sur un superbe coup franc direct. En seconde période, Darío Cvitanich redonne l'avantage aux aiglons à la 69e minute, alors que Kévin Anin inscrit le but victorieux au bout des arrêts de jeu, alors que les Toulousains venaient d'égaliser à 3-3.
Nice se reprend et corrige FC Sochaux-Montbéliard au stade du Ray (3-0, buts de Traoré, Digard et Cvitanich). Mais le dimanche suivant, les Aiglons s'inclinent lourdement au Parc des Princes contre le Paris Saint-Germain (3-0). À domicile, les Niçois restent intraitables et c'est Troyes qui vient s'incliner à son tour dans l'antre des Aiglons (3-1, buts de Civelli, Cvitanich et Bruins). Nice entame ensuite le mois de mai par une superbe victoire sur la pelouse de Rennes, grâce à un nouveau doublé de Cvitanich, et un but de Bauthéac. 
La semaine suivante, les Aiglons sont une nouvelle fois humiliés, cette fois-ci sur la pelouse d'Évian TG (4-0), au terme d'une rencontre marquée par le lob de plus de 64 mètres de Saber Khalifa pour le quatrième but. Lors du dernier match de la saison au Ray (avant-match marqué par la présentation du nouvel écusson et du nouveau maillot de l'OGC Nice), les Niçois concèdent le match nul (1-1, buts de Super Darío pour Nice, Clément Grenier pour Lyon).
Lors du dernier match de la saison, au stade François-Coty d'Ajaccio, les Aiglons dominent les corses grâce à deux buts de Cvitanich et Bauthéac en seconde mi-temps. Cette victoire, combinée au match nul de Saint-Étienne et Lille, permet à Nice de finir quatrième et d'arracher sa qualification pour la Ligue Europa 2013-2014, méritée au vu de la saison exceptionnelle réalisée par les Aiglons. C'est la première fois depuis trente-sept ans que le Gym se qualifie pour la coupe d'Europe par le biais du championnat.

### Coupe de France
L'OGC Nice entame la compétition en trente-deuxièmes de finale, sur le terrain du FC Metz. Grâce à un but de Neal Maupay et un doublé de Valentin Eysseric pendant les prolongations, les Aiglons accèdent au tour suivant, non sans s'être fait peur (2-3).
En seizièmes de finale, Nice reçoit Nancy au stade du Ray. Après l'ouverture du score de Bosetti dès la 7e minute, un doublé d'Alo'o Efoulou met à mal les niçois, mais ils arrachent la prolongation grâce à un but de l'inévitable Cvitanich à la 90+7e. Malheureusement, les Aiglons s'inclinent aux tirs au but après deux ratés de Cvitanich et Kolodziejczak (score final 2-2, 2-4 tab) et quittent la compétition après seulement deux tours.

### Coupe de la Ligue
Le 26 septembre 2012, les Aiglons entament la compétition à Brest en seizièmes de finale. Grâce à un doublé de Darío Cvitanich et des buts de Timothée Kolodziejczak et Valentin Eysseric, ils s'imposent sur le score 4-2, et accèdent aux huitièmes de finale.
L'OGC Nice affronte l'Olympique lyonnais au stade du Ray en huitièmes de finale. Le match se joue dans le premier quart d'heure, et grâce à trois buts de Valentin Eysseric (sur pénalty), Mahamane Traoré et Renato Civelli (contre un but de Bafétimbi Gomis), ils l'emportent 3-1 et se qualifient pour les quarts de finale.
Malheureusement, Nice quitte la compétition sur une défaite contre Montpellier, 3 buts à 2 au stade de la Mosson. Malgré le premier but en pro d'Alexy Bosetti et un pénalty d'Éric Bauthéac, les champions de France en titre se qualifient pour les demi-finales, laissant les Niçois sur le carreau.

## Effectif
L'effectif professionnel de la saison 2012-2013 est entraîné par Claude Puel assisté de son adjoint Frédéric Gioria et de son adjoint chargé des attaquants Guy Mengual, anciennement entraîneur des U19. L'entraîneur des gardiens est Lionel Letizi. Le préparateur physique est Alexandre Dellal.

## Transferts

### Mercato d'été
| Date        | Nom                    | Nationalité   | Modalité                              | Provenance/Destination | Division                 |
| ----------- | ---------------------- | ------------- | ------------------------------------- | ---------------------- | ------------------------ |
| Arrivées    |                        |               |                                       |                        |                          |
| 23 mai      | Mouez Hassen           | France        | Premier contrat professionnel - 3 ans | Formé au club          | -                        |
| 23 mai      | Cyril Hennion          | France        | Premier contrat professionnel - 1 an  | Formé au club          | -                        |
| 23 mai      | Moussa M'Bow           | France        | Premier contrat professionnel - 3 ans | Formé au club          | -                        |
| 24 mai      | Fabien Dao Castellana  | France        | Premier contrat professionnel - 3 ans | Formé au club          | -                        |
| 24 mai      | Claude Puel            | France        | Entraîneur - 3 ans                    | Libre                  | -                        |
| 25 mai      | Stéphane Bahoken       | France        | Premier contrat professionnel - 3 ans | Formé au club          | -                        |
| 15 juin     | Éric Bauthéac          | France        | Transfert - 3 ans (Libre)             | Dijon FCO              | Ligue 2                  |
| 26 juin     | Timothée Kolodziejczak | France        | Transfert - 4 ans (Libre)             | Olympique lyonnais     | Ligue 1                  |
| 28 juin     | Romain Genevois        | France        | Transfert - 4 ans (Libre)             | Tours FC               | Ligue 2                  |
| 2 juillet   | Joris Delle            | France        | Transfert - 4 ans (Libre)             | FC Metz                | National                 |
| 6 août      | Darío Cvitanich        | Argentine     | Transfert - 3 ans (0,4 M€)            | Ajax Amsterdam         | Eredivisie               |
| 24 août     | Valentin Eysseric      | France        | Prêt O.A. - 1 an                      | AS Monaco              | Ligue 2                  |
| 24 août     | Alexy Bosetti          | France        | Premier contrat professionnel - 3 ans | Formé au club          | -                        |
| 27 août     | Jérémy Pied            | France        | Transfert - 4 ans (3 M€)              | Olympique lyonnais     | Ligue 1                  |
| 4 septembre | Kévin Diaz             | France        | Transfert - 1 an (Libre)              | AS Monaco              | Ligue 2                  |
| Départs     |                        |               |                                       |                        |                          |
| -           | Émerse Faé             | Côte d'Ivoire | Fin de carrière                       | -                      | -                        |
| 22 mai      | René Marsiglia         | France        | Entraîneur - Licencié                 | -                      | -                        |
| 23 mai      | Éric Mouloungui        | Gabon         | Fin de contrat                        | Al-Wahda               | UAE Pro League Committee |
| 25 mai      | Julien Sablé           | France        | Fin de contrat                        | -                      | -                        |
| 25 mai      | François Clerc         | France        | Fin de contrat                        | AS Saint-Étienne       | Ligue 1                  |
| 30 mai      | David Hellebuyck       | France        | Fin de carrière                       | -                      | -                        |
| 13 juin     | Elliot Grandin         | France        | Retour de prêt                        | Blackpool FC           | FL Championship          |
| 25 juin     | Lucas Veronese         | France        | Prêt - 1 an                           | FC Istres              | Ligue 2                  |
| 29 juin     | Anthony Mounier        | France        | Transfert - 4 ans (3,5 M€)            | Montpellier HSC        | Ligue 1                  |
| 2 juillet   | Drissa Diakité         | Mali          | Fin de contrat                        | Olympiakos             | Superleague Elláda       |
| 13 juillet  | Kévin Malaga           | France        | Fin de contrat                        | Coventry City          | League One               |
| 3 août      | Esmaël Gonçalves       | Portugal      | Transfert                             | Rio Ave FC             | Primeira Liga            |
| 26 août     | Kafoumba Coulibaly     | Côte d'Ivoire | Transfert                             | Kasımpaşa Spor Kulübü  | Süper Lig                |
| 26 août     | Fabián Monzón          | Argentine     | Transfert - 4 ans (3 M€)              | Olympique lyonnais     | Ligue 1                  |
| 28 août     | Abraham Guié Guié      | Côte d'Ivoire | Prêt - 1 an                           | FC Lausanne-Sport      | Super League             |
| 30 août     | Franck Dja Djédjé      | Côte d'Ivoire | Transfert                             | Tchernomorets Odessa   | Premier-Liga             |

### Mercato d'hiver
| Date       | Nom            | Nationalité | Modalité                      | Provenance/Destination | Division            |
| ---------- | -------------- | ----------- | ----------------------------- | ---------------------- | ------------------- |
| Arrivées   |                |             |                               |                        |                     |
| 10 janvier | Neal Maupay    | France      | Premier contrat professionnel | Formé au club          | -                   |
| 15 janvier | Luigi Bruins   | Pays-Bas    | Transfert (Libre)             | Excelsior Rotterdam    | Eredivisie          |
| Départs    |                |             |                               |                        |                     |
| 10 janvier | Raúl Fernández | Pérou       | Contrat résilié               | FC Dallas              | Major League Soccer |

## Saison 2012-2013

### Équipementier et sponsors
L'OGC Nice a pour équipementier la marque suisse Burrda.
Parmi les sponsors de l'OGC Nice figurent Les Mutuelles du Soleil, la métropole Nice Côte d'Azur et Pizzorno Environnement qui étaient déjà présents lors de la saison précédente. Le 10 août 2012, le club annonce un partenariat avec Rémanence, une société niçoise spécialisée dans l'hygiène et la propreté, dont le logo apparaît désormais sur la manche du maillot.

### Derbys de la saison

#### Championnat
| Club                   | Aller     | Total | Retour    | Club       |
| ---------------------- | --------- | ----- | --------- | ---------- |
| OGC Nice               | 0-1 (J1)  | 2-1   | 2-0 (J38) | AC Ajaccio |
| OGC Nice               | 2-2 (J7)  | 3-2   | 1-0 (J25) | SC Bastia  |
| Olympique de Marseille | 2-2 (J12) | 3-2   | 1-0 (J30) | OGC Nice   |

### Classements

#### Général
mis à jour le 28 mai 2013
| Rang | Équipe                 | Pts | J  | G  | N  | P  | Bp | Bc | Diff |
| ---- | ---------------------- | --- | -- | -- | -- | -- | -- | -- | ---- |
| 2    | Olympique de Marseille | 71  | 38 | 21 | 8  | 9  | 42 | 36 | +6   |
| 3    | Olympique lyonnais     | 67  | 38 | 19 | 10 | 9  | 61 | 38 | +23  |
| 4    | OGC Nice               | 64  | 38 | 18 | 10 | 10 | 57 | 46 | +11  |
| 5    | AS Saint-Étienne       | 63  | 38 | 16 | 15 | 7  | 60 | 32 | +28  |
| 6    | Lille OSC              | 62  | 38 | 16 | 14 | 8  | 59 | 40 | +19  |

Source : Classement de Ligue 1 sur le site de la LFP.

Règles de classement : 1. points ; 2. différence de buts ; 3. buts marqués ; 4. différence de buts particulière ; 5. classement du fair-play.

#### Domicile
mis à jour le 28 mai 2013
| Rang | Équipe                 | Pts | J  | G  | N | P | Bp | Bc | Diff |
| ---- | ---------------------- | --- | -- | -- | - | - | -- | -- | ---- |
| 2    | Olympique de Marseille | 40  | 19 | 12 | 4 | 3 | 25 | 18 | +7   |
| 3    | Montpellier HSC        | 38  | 19 | 11 | 5 | 3 | 33 | 14 | +19  |
| 4    | OGC Nice               | 38  | 19 | 11 | 5 | 3 | 35 | 17 | +18  |
| 5    | AS Saint-Étienne       | 37  | 19 | 11 | 4 | 4 | 36 | 13 | +23  |
| 6    | Olympique lyonnais     | 37  | 19 | 11 | 4 | 4 | 34 | 17 | +17  |

#### Extérieur
mis à jour le 28 mai 2013
| Rang | Équipe                | Pts | J  | G | N  | P | Bp | Bc | Diff |
| ---- | --------------------- | --- | -- | - | -- | - | -- | -- | ---- |
| 4    | Lille OSC             | 28  | 19 | 7 | 7  | 5 | 27 | 24 | +3   |
| 5    | AS Saint-Étienne      | 26  | 19 | 5 | 11 | 3 | 24 | 19 | +5   |
| 6    | OGC Nice              | 26  | 19 | 7 | 5  | 7 | 22 | 29 | -7   |
| 7    | Girondins de Bordeaux | 23  | 19 | 5 | 8  | 6 | 18 | 15 | +3   |
| 8    | Toulouse FC           | 23  | 19 | 6 | 5  | 8 | 19 | 21 | -2   |

#### Résultats par journée
| Journée   | 01  | 02  | 03  | 04  | 05  | 06  | 07  | 08  | 09  | 10  | 11  | 12  | 13  | 14  | 15 | 16  | 17 | 18 | 19 | 20 | 21 | 22 | 23 | 24 | 25 | 26 | 27 | 28 | 29 | 30 | 31 | 32 | 33 | 34 | 35 | 36 | 37 | 38 |
| --------- | --- | --- | --- | --- | --- | --- | --- | --- | --- | --- | --- | --- | --- | --- | -- | --- | -- | -- | -- | -- | -- | -- | -- | -- | -- | -- | -- | -- | -- | -- | -- | -- | -- | -- | -- | -- | -- | -- |
| Terrain   | D   | E   | D   | E   | D   | E   | D   | E   | D   | E   | D   | E   | D   | E   | D  | E   | D  | D  | E  | D  | E  | D  | E  | D  | E  | D  | E  | D  | E  | D  | E  | D  | E  | D  | E  | E  | D  | E  |
| Résultats | D   | N   | N   | N   | V   | N   | N   | D   | N   | D   | V   | N   | V   | V   | V  | N   | V  | V  | D  | V  | V  | D  | V  | N  | V  | V  | D  | V  | D  | D  | V  | V  | D  | V  | V  | D  | N  | V  |
| Points    | 0   | 1   | 2   | 3   | 6   | 7   | 8   | 8   | 9   | 9   | 12  | 13  | 16  | 19  | 22 | 23  | 26 | 29 | 29 | 32 | 35 | 35 | 38 | 39 | 42 | 45 | 45 | 48 | 48 | 48 | 51 | 54 | 54 | 57 | 60 | 60 | 61 | 64 |
| Place     | 18e | 14e | 15e | 16e | 10e | 11e | 12e | 16e | 15e | 16e | 15e | 15e | 11e | 10e | 9e | 10e | 8e | 5e | 9e | 5e | 4e | 6e | 5e | 6e | 4e | 4e | 5e | 5e | 5e | 6e | 6e | 5e | 6e | 6e | 4e | 5e | 6e | 4e |

Source : lfp.fr (Ligue de football professionnel)
Terrain : D = Domicile ; E = Extérieur. Résultat : D = Défaite ; N = Nul ; V = Victoire.

### Statistiques diverses

#### Meilleurs buteurs
Ligue 1
|    | Buteur             | Buts |
| -- | ------------------ | ---- |
| 1  | Darío Cvitanich    | 19   |
| 2  | Éric Bauthéac      | 9    |
| 3  | Valentin Eysseric  | 5    |
| 4  | Renato Civelli     | 5    |
| 5  | Nemanja Pejčinović | 3    |
| 6  | Camel Meriem       | 3    |
| 7  | Neal Maupay        | 3    |
| 8  | Mahamane Traoré    | 3    |
| 9  | Didier Digard      | 2    |
| 10 | Stéphane Bahoken   | 2    |
| 11 | Fabrice Abriel     | 1    |
| 12 | Kévin Anin         | 1    |
| 13 | Luigi Bruins       | 1    |

Coupe de la Ligue
|   | Buteur                 | Buts |
| - | ---------------------- | ---- |
| 1 | Darío Cvitanich        | 2    |
| 2 | Valentin Eysseric      | 2    |
| 3 | Timothée Kolodziejczak | 1    |
| 4 | Mahamane Traoré        | 1    |
| 5 | Renato Civelli         | 1    |
| 6 | Alexy Bosetti          | 1    |
| 7 | Éric Bauthéac          | 1    |

Coupe de France
|   | Buteur            | Buts |
| - | ----------------- | ---- |
| 1 | Valentin Eysseric | 2    |
| 2 | Neal Maupay       | 1    |
| 3 | Alexy Bosetti     | 1    |
| 4 | Darío Cvitanich   | 1    |

#### Meilleurs passeurs
|    | Passeur                | Passes |
| -- | ---------------------- | ------ |
| 1  | Éric Bauthéac          | 7      |
| 2  | Timothée Kolodziejczak | 4      |
| 3  | Jérémy Pied            | 3      |
| 4  | Darío Cvitanich        | 2      |
| 5  | Didier Digard          | 2      |
| 6  | Alexy Bosetti          | 2      |
| 7  | Camel Meriem           | 1      |
| 8  | Renato Civelli         | 1      |
| 9  | Valentin Eysseric      | 1      |
| 10 | Romain Genevois        | 1      |
| 11 | Fabrice Abriel         | 1      |
| 12 | Nemanja Pejčinović     | 1      |

#### Aiglon du mois
Chaque mois, les internautes élisent le meilleur joueur du mois écoulé sur le site officiel du club.
| Mois      | Joueur              |
| --------- | ------------------- |
| Août      | Joris Delle         |
| Septembre | Camel Meriem        |
| Octobre   | Éric Bauthéac       |
| Novembre  | Darío Cvitanich     |
| Décembre  | Darío Cvitanich (2) |
| Janvier   | Didier Digard       |
| Février   | Kévin Anin          |
| Mars      | David Ospina        |
| Avril     | Didier Digard (2)   |
| Mai       | Darío Cvitanich (3) |

### Autres

#### Buts
- Premier but de la saison : Nemanja Pejčinović   44e lors de Nice - Lille, le 25 août 2012.
- Premier penalty  : Darío Cvitanich   90+2e (pen.) lors de Montpellier - Nice, le 27 octobre 2012.
- Premier doublé : Darío Cvitanich à la   19e minute puis à la   48e minute lors de Nice - Évian TG, le 15 décembre 2012.
- But le plus rapide d'une rencontre : Éric Bauthéac   1re (30 secondes) lors de Toulouse - Nice, le 6 avril 2013.
- But le plus tardif d'une rencontre : Kévin Anin   90+3e lors de Toulouse - Nice, le 6 avril 2013.
- Plus grande marge : 5 buts
  - OGC Nice 5 - 0 Valenciennes FC, le 20 janvier 2013

- Plus grand nombre de buts marqués : 5 buts
  - OGC Nice 5 - 0 Valenciennes FC, le 20 janvier 2013
- Plus grand nombre de buts marqués en une mi-temps : 4 buts
  - OGC Nice 4 - 2 Stade brestois, le 15 septembre 2012
  - OGC Nice 5 - 0 Valenciennes FC, le 20 janvier 2013

#### Discipline
- Premier carton jaune : Éric Bauthéac  14e lors de Nice - Ajaccio, le 11 août 2012.
- Premier carton rouge : David Ospina   76e lors de Lyon - Nice, le 22 décembre 2012.
- Carton jaune le plus rapide : Kévin Gomis  6e lors de Saint-Étienne - Nice, le 2 mars 2013.
- Carton jaune le plus tardif : Mahamane Traoré  90+2e lors de Montpellier - Nice, le 27 octobre 2012.
- Carton rouge le plus rapide : Valentin Eysseric   23e lors de Saint-Étienne - Nice, le 2 mars 2013.
- Carton rouge le plus tardif : Alexy Bosetti   90+2e lors de Toulouse - Nice, le 6 avril 2013.

- Plus grand nombre de cartons jaunes dans un match : 8 cartons
  - Nice - Bastia : à Renato Civelli, Didier Digard, Mahamane Traoré, Stéphane Bahoken et Lloyd Palun    (Nice), Yannick Cahuzac, Toifilou Maoulida et Macedo Magno Novaes (Bastia), le 29 septembre 2012.
- Plus grand nombre de cartons rouges dans un match : 2 cartons
  - Nice - Rennes : à Jean-Armel Kana-Biyik et Yassine Jebbour (Rennes), le 12 décembre 2012.
  - Lyon - Nice : à Dejan Lovren (Lyon) et David Ospina (Nice), le 22 décembre 2012.
  - Toulouse - Nice : à Ali Ahamada (Toulouse) et Alexy Bosetti (Nice), le 6 avril 2013.